# Os Sete Anões

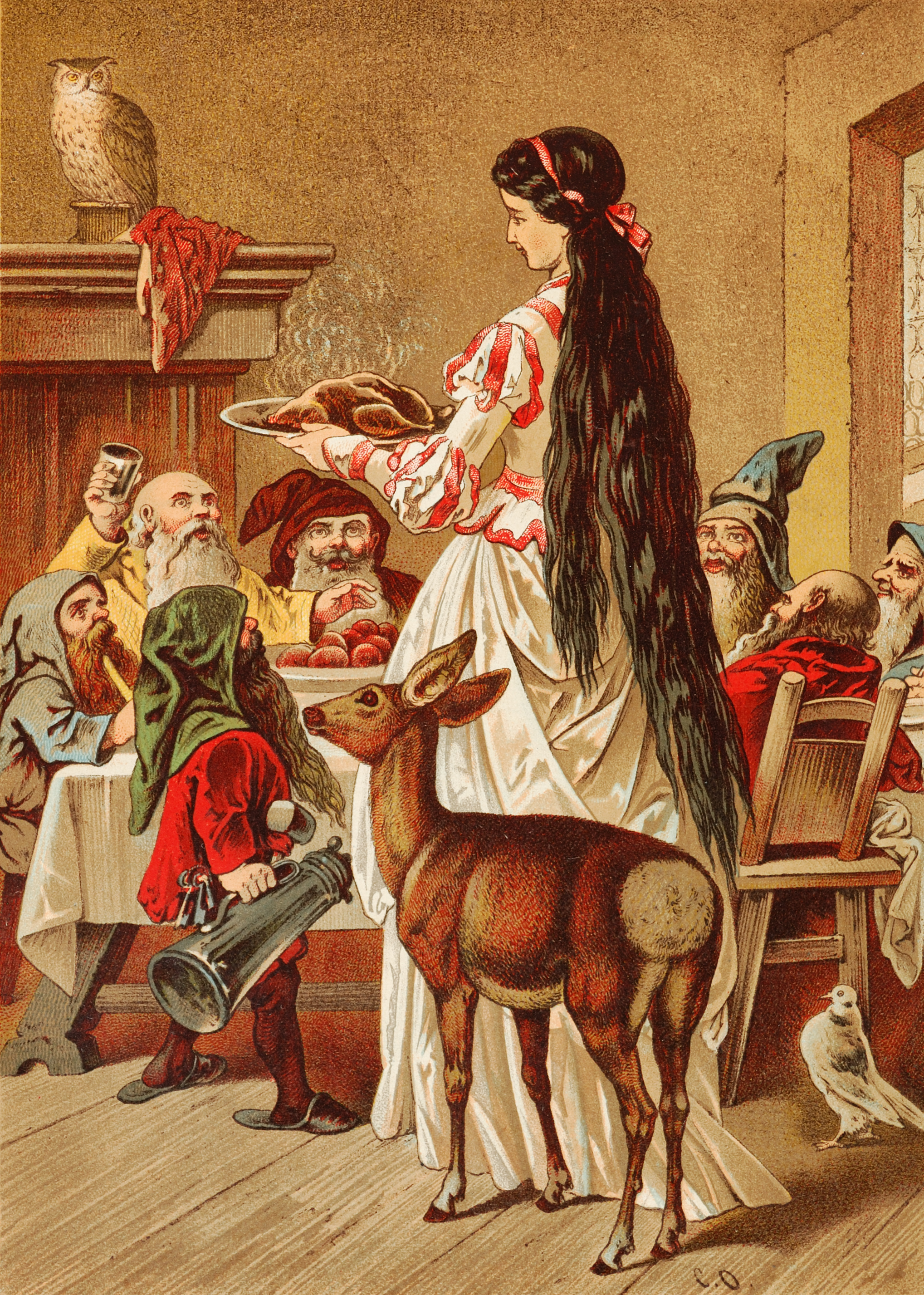
Ilustração dos Sete Anões feita por Carl Offterdinger; final do século XIX.

Os Sete Anões é um grupo de personagens que aparece no conto de fadas escrito pelos irmãos Grimm chamado Branca de Neve, celebrados na animação da Disney do final da década de 1930 como Branca de Neve e os Sete Anões. São simbolicamente sete e eles, na versão Disney, ganharam personalidades e nomes. Chamam-se: Soneca, Dengoso, Feliz, Atchim, Mestre, Zangado e Dunga, o único dos anões que não possuía barba.

## Nomes
| Português (Brasil) | Espanhol | Inglês  | Francês   | Italiano | Alemão      | Sueco   | Dinamarquês | Russo     | Japonês            | Latim        | Grego       |
| ------------------ | -------- | ------- | --------- | -------- | ----------- | ------- | ----------- | --------- | ------------------ | ------------ | ----------- |
| Mestre             | Sabiondo | Doc     | Prof      | Dotto    | Chef        | Kloker  | Brille      | Профессор | 先生/せんせい      | Medicullus   | Σοφος       |
| Dengoso            | Tímido   | Bashful | Timide    | Mammolo  | Pimpel      | Blyger  | Flovmand    | Скромник  | 照れ助／てれすけ   | Verecundus   | Ντροπαλος   |
| Atchim             | Mocoso   | Sneezy  | Atchoum   | Eolo     | Hatschi     | Prosit  | Prosit      | Чихун     | くしゃみ           | Sternuens    | Συναχωμενος |
| Feliz              | Feliz    | Happy   | Joyeux    | Gongolo  | Happy       | Glader  | Lystig      | Весельчак | のんき屋／ごきげん | Beatus       | Καλοκαρδος  |
| Dunga              | Mudito   | Dopey   | Simplet   | Cucciolo | Seppl       | Toker   | Dumpe       | Простак   | 抜け作／おとぼけ   | Fatuus       | Χαζουλης    |
| Soneca             | Dormilón | Sleepy  | Dormeur   | Pisolo   | Schlafmütze | Trötter | Søvnig      | Засоня    | 眠り屋／ねぼすけ   | Somniculosus | Υπναρας     |
| Zangado            | Gruñón   | Grumpy  | Grincheux | Brontolo | Brummbär    | Butter  | Gnavpot     | Ворчун    | 苦虫／おこりんぼ   | Severus      | Γκρινιαρης  |